# Math (monde indien)
Pour les articles homonymes, voir Math.

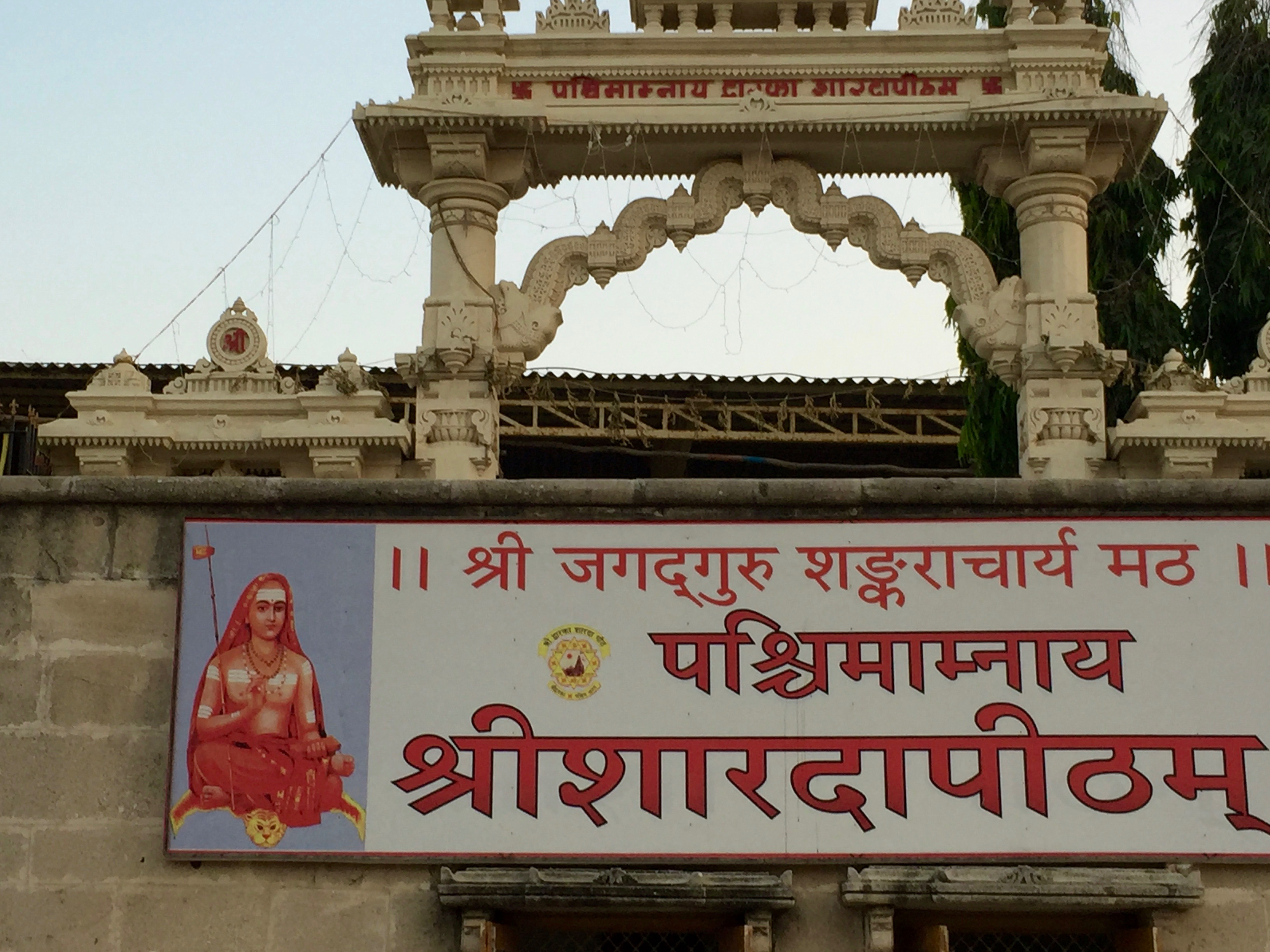
Shri Sharada Peetham Dwarka.

Un math ou matha est un monastère dans l'hindouisme et le jaïnisme. On trouve ces institutions principalement en Inde. L'histoire a retenu que le Shankara, le grand enseignant du Védanta, en a fondé quatre très connus : à Puri, Badrinath, Dwarka, et Shringeri.